# Tipula mutiloides
Tipula mutiloides är en tvåvingeart som beskrevs av Alexander 1932. Tipula mutiloides ingår i släktet Tipula och familjen storharkrankar. Inga underarter finns listade i Catalogue of Life.